# Lisa Pigato
Lisa Pigato (Bergamo, 21 giugno 2003) è una tennista italiana.

## Carriera
Lisa Pigato ha vinto 5 titoli in singolare e 9 titoli in doppio nel circuito ITF in carriera. Il 27 novembre 2023 ha ottenuto il suo best ranking nel singolare, in 338ª posizione, mentre il 18 luglio 2022 nel doppio alla 187ª posizione.
Il 20 ottobre 2020 ha conquistato l'Open di Francia juniores in coppia con la connazionale Eleonora Alvisi, sconfiggendo in finale le russe Marija Bondarenko e Diana Šnajder in due set.
Fa il suo debutto in un torneo WTA durante l'Emilia Romagna Open 2021, dove supera le qualificazioni sconfiggendo Leonie Küng e Ljudmila Samsonova, accedendo al primo tabellone principale della carriera dove viene sconfitta in due set dalla ex numero 1 del mondo e prima testa di serie Serena Williams. Ad ottobre 2021 riceve una wildcard per il tabellone principale del torneo di Courmayeur, ma al primo turno perde in due set contro Aliona Bolsova.

## Statistiche ITF

### Singolare

#### Vittorie (5)
| Torneo $100.000 (0) |
| Torneo $80.000 (0)  |
| Torneo $60.000 (0)  |
| Torneo $40.000 (0)  |
| Torneo $25.000 (1)  |
| Torneo $15.000 (4)  |

| N. | Data              | Torneo                                      | Superficie      | Avversaria in finale  | Punteggio          |
| 1. | 15 settembre 2019 | Magic Tours, Tabarka                        | Terra rossa     | Anna Ureke            | 6-0, 2-0 rit.      |
| 2. | 10 novembre 2019  | Lyttos Beach ITF World Tour, Heraklion      | Terra rossa     | Melania Delai         | w/o                |
| 3. | 27 marzo 2022     | Antalya Series, Adalia                      | Terra rossa     | İlay Yörük            | 6-2, 3-6, 3-1 rit. |
| 4. | 5 novembre 2023   | Topspin Energy Cup, Solarino                | Sintetico       | Dalila Spiteri        | 1-6, 6-2, 6-3      |
| 5. | 16 marzo 2025     | Internationaux Féminins de Gonesse, Gonesse | Terra rossa (i) | Thessy Ntondele Zinga | 6-1, 6-4           |

#### Sconfitte (2)
| Torneo $100.000 (0) |
| Torneo $80.000 (0)  |
| Torneo $60.000 (0)  |
| Torneo $40.000 (0)  |
| Torneo $25.000 (2)  |
| Torneo $15.000 (0)  |

| N. | Data             | Torneo                        | Superficie  | Avversaria in finale | Punteggio   |
| 1. | 19 novembre 2023 | GVH Cup, Solarino             | Sintetico   | Linda Klimovičová    | 2-6, 3-6    |
| 2. | 28 aprile 2024   | ForteVillage ITF Trophy, Pula | Terra rossa | Andrea Lázaro García | 6(4)-7, 3-6 |

### Doppio

#### Vittorie (9)
| Torneo $100.000 (0) |
| Torneo $80.000 (0)  |
| Torneo $60.000 (2)  |
| Torneo $40.000 (0)  |
| Torneo $25.000 (6)  |
| Torneo $15.000 (1)  |

| N. | Data              | Torneo                                                          | Superficie  | Compagna           | Avversarie in finale                      | Punteggio        |
| 1. | 18 dicembre 2020  | ITF Women Val Gardena Südtirol Raiffeisen, Selva di Val Gardena | Cemento (i) | Matilde Paoletti   | Maja Chwalińska Linda Fruhvirtová         | 7-5, 6-1         |
| 2. | 18 settembre 2021 | Jablonec nad Nisou Open, Jablonec nad Nisou                     | Terra rossa | Andreea Roșca      | Mana Kawamura Funa Kozaki                 | 3–6, 6–3, [10–7] |
| 3. | 21 maggio 2022    | Trofeo BMW Cup, Roma                                            | Terra rossa | Matilde Paoletti   | Dar'ja Astachova Daniela Vismane          | 6-3, 7-6(7)      |
| 4. | 4 giugno 2022     | Internazionali Femminili di Tennis di Brescia, Brescia          | Terra rossa | Nuria Brancaccio   | Jibek Kulambaeva Diāna Marcinkēviča       | 6-4, 6-1         |
| 5. | 16 settembre 2023 | Varna Open, Varna                                               | Terra rossa | Daniela Vismane    | Karola Patricia Bejenaru Yasmine Mansouri | 7-6(4), 7-5      |
| 6. | 21 ottobre 2023   | ForteVillage ITF Trophy, Pula                                   | Terra rossa | Martina Colmegna   | Nika Radišić Anita Wagner                 | 6-4, 7-5         |
| 7. | 17 novembre 2023  | GVH Cup, Solarino                                               | Sintetico   | Angelica Moratelli | Sofia Šapatava Emily Webley-Smith         | 6-3, 6-4         |
| 8. | 22 febbraio 2025  | Antalya Series, Adalia                                          | Terra rossa | Vittoria Paganetti | Živa Falkner Yūki Naitō                   | 6-3, 6-4         |
| 9. | 21 giugno 2025    | Klosters Open, Klosters                                         | Terra rossa | Deborah Chiesa     | Jasmijn Gimbrère Ashley Lahey             | 6-0, 3-6, [10-6] |

#### Sconfitte (7)
| Torneo $100.000 (0) |
| Torneo $80.000 (0)  |
| Torneo $60.000 (0)  |
| Torneo $40.000 (1)  |
| Torneo $25.000 (4)  |
| Torneo $15.000 (2)  |

| N. | Data             | Torneo                        | Superficie  | Compagna           | Avversarie in finale                | Score             |
| 1. | 27 luglio 2019   | GPS Schio, Schio              | Terra rossa | Matilde Paoletti   | Yuliana Lizarazo Aurora Zantedeschi | 3–6, 6–1, [5–10]  |
| 2. | 4 settembre 2020 | CMG Tennis Cup, Trieste       | Terra rossa | Melania Delai      | Yuliana Lizarazo Aurora Zantedeschi | 2–6, 3–6          |
| 3. | 16 gennaio 2022  | Magic Tours, Monastir         | Cemento     | Nuria Brancaccio   | Eudice Chong Cody Wong Hong-yi      | 2-6, 3-6          |
| 4. | 14 maggio 2022   | ForteVillage ITF Trophy, Pula | Terra rossa | Martina Colmegna   | Francisca Jorge Matilde Jorge       | 5-7, 6-0, [9-11]  |
| 5. | 1º ottobre 2022  | ForteVillage ITF Trophy, Pula | Terra rossa | Angelica Moratelli | Amina Anšba Oana Georgeta Simion    | 3-6, 1-6          |
| 6. | 14 gennaio 2023  | Tallink Open, Tallinn         | Cemento (i) | Deborah Chiesa     | Lucie Havlíčková Dominika Šalková   | 5-7, 6-4, [11-13] |
| 7. | 4 novembre 2023  | Topspin Energy Cup, Solarino  | Sintetico   | Giorgia Pedone     | Jessie Aney Lena Papadakis          | 3-6, 6-3, [6-10]  |

## Grand Slam Junior

### Doppio

#### Vittorie (1)
| Tornei del Grande Slam  |
| ----------------------- |
| Australian Open (0)     |
| Open di Francia (1)     |
| Torneo di Wimbledon (0) |
| US Open (0)             |

| N. | Data            | Torneo                  | Superficie  | Compagna        | Avversario in finale            | Punteggio   |
| 1. | 10 ottobre 2020 | Open di Francia, Parigi | Terra rossa | Eleonora Alvisi | Marija Bondarenko Diana Šnaider | 7-6(3), 6-4 |